# UANL Tigres
Der Club de Fútbol Tigres de la Universidad Autónoma de Nuevo León, besser bekannt als UANL Tigres oder kurz Tigres, ist ein mexikanischer Fußballverein, der in der Liga MX spielt. Bis zu seinem im Sommer 1996 erfolgten Verkauf an das international operierende Baustoff-Unternehmen Cemex, das den Verein finanziell schon seit den 1960er Jahren unterstützt hatte, trat der Verein offiziell für die Universidad Autónoma de Nuevo León an. Der Sitz des Vereins und der Universität befindet sich in dem nördlich von Monterrey gelegenen Vorort San Nicolás de los Garza.
Im Großraum Monterrey besteht eine große Rivalität zum CF Monterrey, das Lokalderby wird als Clásico Regiomontano bezeichnet.

## Geschichte
Nachdem die Universidad Autónoma de Nuevo León (UANL) durch die vorübergehende Übernahme des CF Nuevo León zwischen 1960 und 1962 schon einmal in den Genuss einer Profifußballmannschaft gekommen war, wurde 1967 ein universitätseigenes Profiteam ins Leben gerufen. Zu jenem Zeitpunkt waren die Startvoraussetzungen sicher nicht die besten, weil mit dem CF Monterrey und dem CF Nuevo León gleich zwei Vereine aus der benachbarten Großstadt Monterrey in der ersten Liga vertreten waren. Insofern hielt sich das Interesse des lokalen Publikums in bescheidenen Grenzen, als der Verein sein Zweitligadebüt in der Saison 1967/68 gab.
Auch die sportlichen Erfolge ließen eine Zeitlang auf sich warten. Nachdem der Verein sich 1969/70 noch am Rande des Absturzes in die dritte Liga befunden hatte, sollten sich die Erfolge von nun an beinahe im Zweijahresrhythmus einstellen. So wurde das Team 1972 Vizemeister in der zweiten Liga, und zwei Jahre später gelang sogar die Meisterschaft und der damit verbundene Aufstieg in die Primera División, aus der der Verein seither nicht mehr wegzudenken ist.
Während die ersten Jahre im Fußballoberhaus (1974/75 bis 1976/77) noch weniger erfolgreich verlaufen waren (sie wurden mit dem 13., 12. und 19. Platz in der Gesamtjahreswertung beendet), gewann die Mannschaft 1976 die Copa México; und 1978 ihre erste Meisterschaft, der 1982 der zweite Meistertitel folgte.
Der insgesamt vierte Titelgewinn des Vereins war der zweite Pokalerfolg im Jahre 1996. Doch die Freude hierüber fiel sehr gedämpft aus, weil die Mannschaft aufgrund eines Korruptionsskandals am Ende derselben Saison in die zweite Liga zwangsversetzt wurde. Mit der Strafversetzung einher ging der Übergang der Schirmherrschaft des Vereins von der UANL auf die Sinergia Deportiva, einem von den Firmen CEMEX und FEMSA verwalteten Sportkomplex.
Der fortan nur noch unter der Bezeichnung Tigres antretenden Mannschaft gelang auf Anhieb der Wiederaufstieg. Seither kamen (zwischen Apertura 2011 und Clausura 2019) fünf Meistertitel und ein Pokalsieg (Clausura 2014) hinzu. Außerdem gelang 2015 der Finaleinzug in der Copa Libertadores, wo die Tigres 0:3 gegen den River Plate verloren.
Nachdem man dreimal in vier Jahren im Finale der CONCACAF Champions League stand, gewann man diese 2020 als Tigres mit 2:1 gegen den Los Angeles FC.

## Erfolge
- Mexikanischer Meister: 1977/78, 1981/82, Apertura 2011, Apertura 2015, Apertura 2016, Apertura 2017, Clausura 2019, Clausura 2023
- Vizemeister: 1979/80, Invierno 2001, Apertura 2003, Apertura 2014
- Sieger der InterLiga: 2005, 2006
- Pokalsieger: 1975/76, 1995/96, Clausura 2014
- Meister der 2. Liga: Invierno 1996, Verano 1997
- Campeón de Campeones: 2016, 2017, 2018, 2023
- Campeones Cup: 2018, 2023
- Sieger der SuperLiga: 2009
- Finalist in der Copa Libertadores: 2015
- Finalist in der CONCACAF Champions League: 2016, 2017, 2019
- Sieger in der CONCACAF Champions League: 2020
- Vizeweltmeister der FIFA-Klub-Weltmeisterschaft: 2020[3]

## Die Meistermannschaften
Die Darstellung der Meistermannschaften folgt bis 2015 Mediotiempo, die Nennung einiger Spitznamen von Spielern aus der Meistermannschaft von 1982 orientiert sich an einer Tigres-Fanpage.
- 1977/78: José Pilar Reyes, Mateo Bravo, Javier Quintero (Tor) – Osvaldo Batocletti, Raúl Ruiz, Mario Carrillo, Jorge García, Ernesto „Burro“ Sánchez, José Ángel Talavera, Alejandro Izquierdo, Roberto Gadea (Abwehr) – Tomás Boy, Sergio Orduña, José Luis Herrera, Roberto Gómez Junco, Sergio Ceballos (Mittelfeld) – Walter Mantegazza, Gerónimo Barbadillo, Juan Ramón Ocampo, René Pérez, Geraldo Concórdia „Iaúca“, Gustavo Castro (Sturm)
- 1981/82: José Pilar Reyes, Mateo Bravo (Tor) – Roberto da Silva, Salvador „El Chava“ Carrillo, Osvaldo Batocletti (Kap), Juan Rodríguez Jara, José Sánchez, Alejandro Izquierdo, Adrián Incapié, Francisco Chinchai, Gonzálo Valencia, Mario Leal, Rogelio Díaz, Germán Díaz, Octavio Palomino (Abwehr) – Sergio Orduña, Francisco Solís, Tomás Boy (Mittelfeld) – Geraldo Goncálvez, Gerónimo Barbadillo, Juan Manuel Azuara, Ramón Enrique Bastos, Enrique Alvaro (Sturm)
- Ape 2011: Enrique Palos, Aarón Fernández, Jorge Alberto Díaz de León – Hugo Ayala, Israel Jiménez, Jorge Torres Nilo, Juninho, Carlos Salcido, José Arturo Rivas, Eder Nicolás Borelli, Jonathan Bornstein, Omar Trujillo, Antonio Zacarias – Lucas Lobos, Damián Álvarez, Manuel Viniegra, David Toledo, Alberto Joshimar Acosta, Edgar Iván Pacheco, Jesús Dueñas, Fernando Navarro Morán, Francisco Acuña, Lampros Kontogiannis, Abraham Stringel – Danilinho, Héctor Raúl Mancilla, Alan Pulido, Emmanuel Cerda, Leopoldo Moráles
- Ape 2015: Nahuel Guzmán, Enrique Palos – Israel Jiménez, José Arturo Rivas, Juninho, Jorge Torres Nilo, Hugo Ayala, Antonio Briseño, Jorge Iván Estrada, Alonso Zamora, Jairo González – Guido Pizarro, Javier Aquino, Jürgen Damm, Jesús Dueñas, Damián Álvarez, Joffre David Guerrón, Egidio Arévalo, José Ignacio Torres, Édgar Gerardo Lugo, Manuel Viniegra, Amaury Escoto, Ramón Antonio García, Jorge Espericueta, Luis Genaro Castillo – André-Pierre Gignac, Rafael Sóbis, Enrique Esqueda, Uvaldo Luna
- Ape 2016: Nahuel Guzmán, Enrique Palos – Hugo Ayala, Juninho, Jorge Torres Nilo, Israel Jiménez, Jorge Iván Estrada, José Arturo Rivas – Jesús Dueñas, Javier Aquino, Guido Pizarro, Lucas Zelarayán, José Francisco Torres, Manuel Viniegra, Alberto Joshimar Acosta, Damián Álvarez, Luis Rodríguez Alanís – André-Pierre Gignac, Ismael Sosa, Jürgen Damm, Andy Delort, Luis Enrique Quiñones, Julián Andrés Quiñones, Fernando Fabián Fernández[5]
- Ape 2017: Nahuel Guzmán, Enrique Palos – Hugo Ayala, Juninho, Jorge Torres Nilo, Israel Jiménez, Francisco Meza, Jorge Iván Estrada, Timothée Kolodziejczak – Luis Rodríguez Alanís, Javier Aquino, Jesús Dueñas, Rafael Carioca, Jürgen Damm, Ismael Sosa, Alberto Joshimar Acosta, Raúl Torres, Damián Álvarez, Larry Vásquez, José Francisco Torres – André-Pierre Gignac, Eduardo Vargas, Enner Valencia, Lucas Zelarayán[6]
- Cla 2019: Nahuel Guzmán – Luis Rodríguez Alanís, Hugo Ayala, Francisco Meza, Jorge Torres Nilo, Carlos Salcedo, Francisco Venegas, Jair Alberto Díaz Israel Jiménez, Juan José Sánchez, Eduardo Tercero – Rafael Carioca, Jesús Dueñas, Guido Pizarro, Javier Aquino, Lucas Zelarayán, Raúl Damián Torres, José Luis García Montes – André-Pierre Gignac, Eduardo Vargas, Enner Valencia, Jürgen Damm, Julián Andrés Quiñones, Luis Enrique Quiñones[7]
- Cla 2023: Nahuel Guzmán, Arturo Delgado – Jesús Angulo, Diego Antonio Reyes, Samir Caetano, Igor Lichnovsky, Fernando Ordóñez, Manuel Aguilar Peña, Kenneth Jaime, Vladimir Loroña, Eduardo Tercero – Sebastián Córdova, Guido Pizarro, Fernando Gorriarán, Diego Lainez, Juan Pablo Vigón, Javier Aquino, Jesús Garza, Rafael Carioca, Raymundo Fulgencio, Sebastián Fierro, Isaias Galván – André-Pierre Gignac, Luis Enrique Quiñones, Nicolás Ibáñez, Nicolás López, Leonel Prieto.[8]

## Bekannte Spieler
- Aílton
- Claudio „El Diablo“ Núñez
- „El Emperador“ Claudio Suarez
- Emil Kostadinow
- Francisco Javier „El Abuelo“ Cruz
- Gerónimo Barbadillo
- Javier „El Pastor“ Lozano
- Juan Manuel Azuara
- Jorge Campos
- „El Matador“ Luis Hernández
- Mateo Bravo
- Osvaldo Batocletti
- Ramón Ramírez
- Robert Dante Siboldi
- Tab Ramos
- „El Jefe“ Tomás Boy
- Francisco „Kikin“ Fonseca
- Jonathan Bornstein
- Eduardo Vargas
- André-Pierre Gignac
- Nahuel Guzmán
- Florian Thauvin

## Prominente Fans
Zu den bekannten Fans der Tigres zählen unter anderem:
- Lupe Esparza, Musiker
- Paola Longoria, Racquetballspielerin
- Montserrat Oliver, Schauspielerin und Model
- Adam Sandler (* 1966), US-amerikanischer Schauspieler[10]
- Rob Schneider (* 1963), US-amerikanischer Schauspieler[11]
- Beto Zapata, Sänger der Grupo Pesado